# Cantó d'Appenzell
|  | Per a altres significats, vegeu «Appenzell». |

Appenzell és un antic cantó suís, el 1411 es va associar a la Confederació Helvètica, a la qual va entrar com a membre el 1513 i el 1597 es va dividir en dos cantons per motius religiosos: Appenzell Inner-Rhoden, per a la part catòlica, i Appenzell Ausser-Rhoden, per a la població protestant.